# Deichmannhaus (Köln)
Deichmannhaus ist der Name eines Büro- und Geschäftshauses in der Kölner Altstadt-Nord in der Nähe des Kölner Hauptbahnhofs und der Domplatte, Trankgasse 7–9.

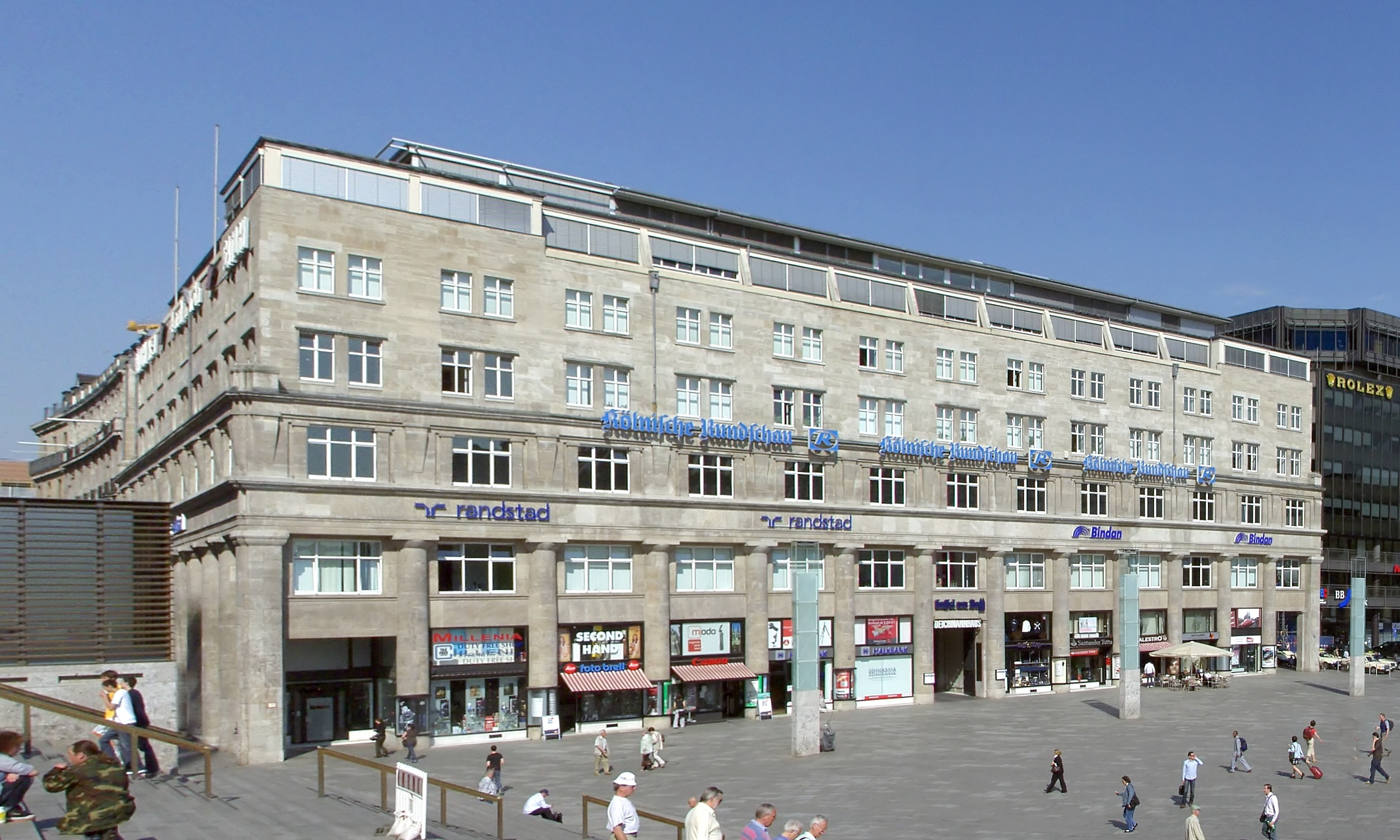
Bahnhofsvorplatz 1 – Deichmannhaus (Mai 2008)

## „Kölner Hof“

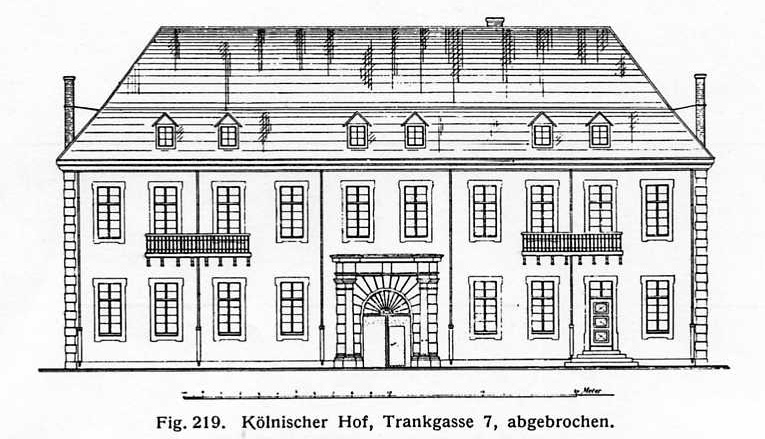
Trankgasse 7 – „Kölner Hof“, Zeichnung (1820)

Trankgasse 7–9 – Deichmannhaus (um 1890)

Erster Vorgängerbau war zunächst der „Kölner Hof“ (oder „Kölnischer Hof“) in der Trankgasse 7, bereits im Jahre 1449 „als den Weingärten des Domkapitels anliegend“ erwähnt. Aus einem aus 1453 stammenden Brief ging hervor, dass im Gebäude Verhandlungen vor dem Hofrichter stattfanden. Es handelte sich um einen architektonisch einfachen Bau, dessen Straßenfront durch altersgraues Aussehen, ein wuchtiges Portal und ein paar große Balkone gekennzeichnet war. Hierin starb am 16. September 1591 der seit 1564 in Köln praktizierende Arzt Heinrich Weyer.
Der „Kölner Hof“ übernahm immer mehr die Rolle der alten Bischofsresidenz. Nach und nach ließ der „Kölner Hof“ den alten erzbischöflichen Palast am Domkloster in den Hintergrund treten. Er wurde als Residenz noch von Josef Clemens genutzt, der sich jedoch in Bonn ein neues Domizil erbauen ließ. Der Kölnische Hof war 1473 Absteigequartier Kaiser Friedrichs und des als König in Köln weilenden Maximilian. Letzterer fand an seinem Quartier jedoch keinen Gefallen, es fand im Gegenteil „der Majestät ganzes Missfallen“. Auch Erzbischof Gebhard von Mansfeld residierte hier zwischen 1558 und 1562. Im Jahre 1584 beabsichtigte der Erzbischof Ernst, den Kölnischen Hof durch den benachbarten Hof Wittgensteinschen Hof zu erweitern, dies wurde jedoch vom Rat der Stadt Köln abgelehnt. Nach einer Brandschädigung des Baus im Jahr 1593 berichtete der Kölner Chronist und Ratsherr Weinsberg über bauliche Details des frühen Hofes, wonach „... Porzhaus, Pferdestall und Kanzlei brannten dabei ab, die oben gelegene Küche des Burggrafen und die steinerne Wendeltreppe vor dem großen Gehäuse blieben stehen.“ Da der Hof auch von dem päpstlichen Nuntius bewohnt wurde, plante man den sofortigen Wiederaufbau. Erzbischof Joseph Clemens von Bayern sorgte vor 1721 für einen vollständigen Neubau.
Nach einem Schreiben der Erbvogtei aus dem Jahre 1721 leisteten dabei der Steinmetzmeister „Ringens“, der Zimmermeister „Johs. Schmitz“ und der Schlossermeister „Peter Hilgers“, „untadelhafte Arbeit“. Das neue Gebäude wies eine zehnachsige und zweigeschossige Fassade auf, deren große Regelmäßigkeit allgemein Beifall fand. Die Straßenfront hatte ein von Säulen eingefasstes Rundbogenportal und war mit zwei Balkonen ausgestattet. Den Hof des Gebäudes flankierten zwei Seitenflügel. Gestaltet hatte man das Gebäude im Stil italienischer Baumeister, den Formen des Düsseldorfer und Bonner Hofes entsprechend. Ein auch in diesem Neubau wieder vorhandener großer Saal soll um 1740 mit Tapisserien ausgestattet gewesen sein.
Während der Franzosenzeit tagte hier das Kriminalgericht „Tribunal erster Instanz“, ein Berufungsgericht, das in Strafsachen auch „Zuchtpolizeigericht“ hieß. Im Gebäude des „Kölner Hofs“ befand sich auch ein Gefängnis, aus welchem im Herbst 1800 mehrere Gefangene ausbrachen. Im Jahre 1815 zog hier das königliche Kreisgericht ein.
Ferdinand Franz Wallraf bemühte sich darum, die von den Franzosen aus Kirchen und Klöstern verbannten Kunstschätze vor ihrer Vernichtung zu bewahren. Er vermachte im Jahre 1818 seine umfangreiche Kunstsammlung der Stadt Köln mit der Auflage, hierfür ein geeignetes Museum zu finden. Als Wallraf am 18. März 1824 stirbt, ist über den Ausstellungsort noch nicht entschieden. Unter Zeitdruck steht die Stadt nicht, da die Exponate noch in Wallrafs Wohnhaus, Am Hof 1 (heute Wallrafplatz) lagern. Insgesamt handelte es sich um 1668 Gemälde, 19000 Kupferstiche und Holzschnitte, 41000 architektonische Verzierungen, 4086 Münzen, 9923 Mineralien und 18500 Bücher.
Am 29. März 1827 beschloss der Stadtrat, den inzwischen vom Gericht geräumten „Kölner Hof“ als städtisches Museum einzurichten. Für die Standortwahl war die Domnähe von ausschlaggebender Bedeutung. Noch im Juni 1827 wechseln die Exponate in die Trankgasse 7 in den „Kölner Hof“, fortan „Wallrafianum“ genannt. Die Stadt ernennt am 19. März 1832 Matthias Joseph de Noël zum Konservator des städtischen Wallrafschen Museums. Im inzwischen baufälligen „Wallrafianum“ blieb die Kunstsammlung bis Juni 1861, als es in den neugeschaffenen Museumsbau des Wallraf-Richartz-Museums in der Straße An der Rechtschule einzog.
Das Gebäude durfte nicht verwechselt werden mit dem nahegelegenen Hotel „Kölner Hof“ – das sich 1897 nach dem Bischofsquartier benannte – in der Dompropst-Ketzer-Straße. Auf der Trankgasse 9 lag der „Wittgensteinische Hof“, in welchem Johann Jakob von Wittgenstein am 24. Februar 1754 zur Welt kam. Dieses Anwesen entstand um 1583 und diente später als Wohnung des Afterdechanten des Kölner Doms.

## Palais Deichmann

Blick von der Domplatte auf das Excelsior Hotel Ernst (links) und Deichmannhaus (rechts), um 1890

Nach Abbruch des „Kölner Hofs“ und des „Wittgensteinischen Hofs“ im Jahre 1863 erwarb der Kölner Bankier Wilhelm Ludwig Deichmann beide Grundstücke und ließ hierauf 1867 durch Hermann Otto Pflaume das Doppelhaus „Palais Deichmann“ (Trankgasse 7–9) errichten, in das die Familie 1868 einziehen konnte. Wilhelm Ludwig Deichmann gehörte das 1858 mit 500.000 Talern gegründete Bankhaus Deichmann & Comp., das in Nr. 9 residierte. Pflaume schuf ein zum Historismus gehörendes Gebäude mit einer Fassade aus der Neorenaissance. Im dreigeschossigen, achtachsigen Anwesen sind Wilhelm Ludwigs Enkel Carl Theodor Deichmann (1866–1931) und dessen Kinder Carl (1906–1985), Hans (1907–2004) und Freya Deichmann (1911–2010; sie heiratete in Köln im Oktober 1931 den Widerstandskämpfer Helmuth James Graf von Moltke) geboren. Sie wohnten auf der dem Dom zugewandten Hausseite. Im Jahre 1869 entstanden im „Palais Deichmann“ Teile des Gründungskonzepts für die Deutsche Bank. Das „Palais Deichmann“ wurde 1913 niedergelegt.

## Heutiges Gebäude
An seiner Stelle entstand durch Architekt Heinrich Müller-Erkelenz das heutige, im August 1914 fertiggestellte siebengeschossige Deichmannhaus mit einer Fassade aus Muschelkalk und einer gleichmäßigen Reihung von monumentalen Halbsäulen. Das 60 Meter × 50 Meter lange Eckhaus öffnet sich zum Bahnhofsvorplatz und zur Trankgasse. Nach seiner Eröffnung führte der bisher in fünf Häusern untergebrachte Gerling-Konzern seine Aktivitäten auf der vierten Etage des Deichmannhauses zusammen. Der sich im Deichmannhaus befindende Nachlass von Carl Theodor Deichmann wurde im Mai 1932 vom Kunsthaus Lempertz versteigert, nachdem seine Bank im September 1931 in Konkurs ging. Seit 1971 gab es im Gebäude das von der Gilden Kölsch Brauerei betriebene Lokal „Alt-Köln“ mit einem in die Kupferfassade integrierten Glockenspiel. Das Deichmannhaus steht seit dem 13. Dezember 1985 unter Denkmalschutz.
Heutige Eigentümerin des Deichmannhauses ist die Hermann Neuerburg Grundstücksgemeinschaft. Seit August 2002 ist der Bahnhofsvorplatz eine vollständige Fußgängerzone, sodass östlich vor dem Deichmannhaus keine Straße mehr verläuft. Seit Januar 2006 gibt es hier die von Gaffel-Kölsch betriebene Gaststätte „Gaffel am Dom“ mit einem 700 m² großen Schankraum. Ankermieter im Deichmannhaus ist die Patentanwaltskanzlei Dompatent von Kreisler, die seit 1947 Mieter im Gebäude ist und sich mittlerweile über zwei komplette Etagen erstreckt. Im Mai 2008 war die Entkernung und Sanierung des Deichmannhauses abgeschlossen. Berühmter Nachbar ist das Nobelhotel Excelsior Hotel Ernst in der Trankgasse 1–5.
Zu Jahresbeginn 2025 plant die Film- und Medienstiftung Nordrhein-Westfalen einen Umzug von Düsseldorf in das Deichmannhaus.